# Brüder Eiselt
Die Brüder Hermann Eiselt (* 1895 in Steinschönau; † 1974 in Wilhelmshaven) und Paul Eiselt (* 1887 in Steinschönau; † 1961 in Rheinbach) waren Jugendstil-Graveure an der Glasfachschule von Steinschönau.

## Leben
Die Brüder Hermann, Paul und Arnold Eiselt stammen aus Steinschönau im Lausitzer Gebirge, wo die Glasherstellung und Glasveredelung eine 700 Jahre alte Tradition haben. Steinschönau selbst erhielt zwar erst 1886 eine eigene Glashütte, doch für die Glasveredelung war dieser Standort zu diesem Zeitpunkt schon von großer Bedeutung. An der ältesten Glasfachschule Mitteleuropas, die 1856 gegründet worden war, wurden die Brüder Eiselt als Graveure ausgebildet. Hermann und Paul verblieben bis zum Zweiten Weltkrieg dort und wurden richtungsweisend für den dort in den Jahren 1925 bis 1938 entwickelten Stil. 
Arnold wechselte in die Glasfachschule der Nachbargemeinde Haida, die 1926 mit derjenigen von Steinschönau zusammengelegt wurde. Er war dort sieben Jahre als Professor tätig und arbeitete später für die weltbekannte Wiener Glasmanufaktur J. & L. Lobmeyr. Als Angestellter dieses großen Hauses musste Arnold naturgemäß auf eine eigene Handschrift verzichten.
Glasgraveur wurde auch der Cousin Josef Eiselt (* 1896 in Steinschönau; † 1975 in Hadamar), der vor dem Zweiten Weltkrieg in Haida wirkte und nach der Vertreibung eine Lehrtätigkeit an der Glasfachschule in Hadamar aufnahm. 
Die politischen Umwälzungen nach dem Zweiten Weltkrieg setzten der Glastradition in Steinschönau ein Ende. Die vertriebenen Brüder Eiselt siedelten sich in Rheinbach an, wo sie ihre tradierten Techniken wieder aufnahmen. 

## Werk
Charakteristisch für die Glaskunst des Jugendstils in Steinschönau ist das Werk der Brüder Hermann und Paul. Sie versahen farbige Gläser, Fußbecher, Schalen und Kännchen – häufig in Bernstein, Weinrot oder Kobaltblau – mit vergoldeter Nadelätzung in floralem Dekor, manchmal setzten sie noch winzige weiße Emailperlchen auf. Die fein elaborierten Dekore sind unverwechselbar und zudem mit einer eindeutig identifizierenden Signatur versehen, die früher von Experten in Auktionshäusern als „Radierung Best“ (Akronym für „Brüder Eiselt Steinschönau“) gelesen wurde. Es kursierte auch die – allerdings wenig glaubwürdige – Theorie eines Wieners, „best“ sei als Abkürzung für „beständig“ (im Sinne von unzerbrechlich) zu verstehen. Erst kürzlich wurde das Rätsel durch einen Kontakt mit der Schwiegertochter von Hermanns Tochter Ursula Eiselt(-Würdemann) aufgeklärt: Zu lesen ist die Signatur als „Radierung hest“, Akronym für „Hermann Eiselt Steinschönau“. Auktionskataloge haben die neue Lesart übernommen.
Neben den signierten Objekten, die auf Glasauktionen und im Antiquitätenhandel noch regelmäßig zu erwerben sind, kursieren auch unsignierte Stücke aus der Zeit in gleichartigen Ornamenten, deren Herkunft aus der Werkstatt vermutet wird. Im Einzelfall ist der Nachweis einer solchen Zuschreibung allerdings schwer zu erbringen. Unkundigen Sammlern sind derartig ungesicherte Werke vereinzelt zu überhöhten Preisen als J. & L. Lobmeyr-Provenienz angeboten worden.